# Escola de Dakar
A Escola de Dakar (em francês: École de Dakar) foi um movimento de historiadores africanos sediados no Senegal, surgido entre 1960 e 1974, no contexto da independência do país. O movimento recebeu apoio do primeiro presidente senegalês, Léopold Sédar Senghor, e esteve inserido no marco do mais amplo movimento cultural da Negritude, iniciado nos anos 1930 por intelectuais francófonos africanos e caribenhos.
A Escola de Dakar buscou contrapor-se à historiografia dominante dos colonizadores árabes e europeus, resgatando as tradições orais e valorizando o protagonismo dos povos africanos na construção de suas própria história. Os griôs, guardiões da tradição transmitida através da oralidade pelas dinastias locais, desempenharam papel central nesse processo de reconstrução histórica.

## Criação do movimento
O movimento surgiu como uma resposta à imposição da escrita ocidental e islâmica sobre uma região cuja cultura histórica era predominantemente oral. Os  historiadores ligados à Escola de Dakar estavam inseridos na dinâmica local e eram conhecedores das suas línguas e dialetos locais o que possibilitou o acesso as principais fontes da tradição oral e ao mecanismo de reconstrução dessa história colonial por meio da exploração das dinâmicas socioeconômicas e políticas da Senegâmbia. A publicação das pesquisas deste historiadores contribuiu para a valorização dessas tradições e para a sua preservação.
Esses pensadores, com base metodológica e acadêmica,  representam um papel fundamental e de importância para que a população pudesse ter acesso e conhecimento sobre a história do seu continente, tendo em vista o contexto de domínio. Assim, buscando romper com a visão da história eurocêntrica que a historiografia contava naquele momento e reescrever a história africana de acordo com as experiências dos grupos étnicos narradas pelos griôs.
Sua influência trouxe uma nova visão sobre o continente, que por muitos foi considerado um “país sem história”, tendo suma importância na reafirmação das etnias de tradição oral, na reconstrução de um passado triunfal e no avivamento dessa tradição até então marginalizada.

## Influências

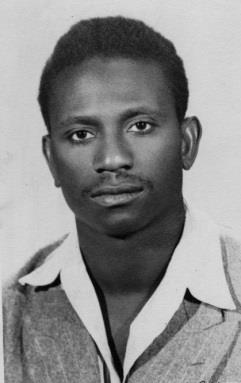
Cheikh Anta Diop (década de 1940).

A Escola de Dakar foi influenciada por intelectuais senegaleses como Cheikh Anta Diop, defensor da unidade cultural da cultura africana e da valorização do Egito antigo como uma civilização negra, e Abdoulaye Bathily, historiador engajado na valorização da história regional africana. Ambos contribuíram para a legitimação acadêmica do estudo da história africana a partir de fontes africanas, rompendo com a ideia de que a África seria um “continente sem história”, como sugerido por correntes eurocêntricas do passado.

## Segunda geração da Escola de Dakar
A partir da década de 1970, uma segunda geração de historiadores africanos ampliou os horizontes da Escola de Dakar, introduzindo novas metodologias e abordagens críticas pensando também em outras regiões de África. Esta geração passou a enfatizar a descolonização do pensamento histórico e a consolidação dos Estados africanos independentes por meio do acesso e da apropriação das tradições históricas locais.
Em 1972, os historiadores da Escola de Dakar participaram da criação da primeira associação pan-africana de historiadores, em conjunto com intelectuais de Abidjan (Costa do Marfim), Camarões e Zaire (atual República Democrática do Congo), com o objetivo de fortalecer uma historiografia africana autônoma e crítica.

## Legado
O legado da Escola de Dakar é significativo para os estudos africanos contemporâneos. Seu trabalho contribuiu para a valorização da memória oral, a reconstrução de passados gloriosos africanos e a formação de uma consciência histórica própria nos países do continente. Sua abordagem inspirou outras escolas e centros de pesquisa em diferentes regiões da África.

## Principais pensadores do movimento da Escola de Dakar
Entre os historiadores ligados ao movimento destacam-se:
- Abdoulaye Bathily, com estudos sobre o Gajaaga;
- Boubacar Barry, com pesquisas sobre o Reino de Waalo;
- Mamadu Diuf, com foco no Kayor;
- Mbaye  Guèye;
- Sekené Mody Cissoko, pesquisador do Xaaso;
- Thierno Diallo, sobre o Fuuta Djalon;
- Umar Kane, com estudos sobre o Reino de Fuuta Toro.